# Frankfurtski parlament
Frankfurtski parlament (nemško Frankfurter Nationalversammlung, dobesedno Frankfurtski državni zbor) je bil prvi svobodno izvoljeni parlament vseh nemških dežel, vključno z nemško naseljenimi območji Avstro-Ogrske, izvoljen 1. maja 1848.
Zasedanje je potekalo od 18. maja 1848 do 30. maja 1849 v cerkvi sv. Pavla v Frankfurtu na Majni. Njegov potek je bil del in rezultat marčne revolucije v deželah Nemške zveze.
Po dolgih in kontroverznih debatah je zbor sprejel tako imenovano Frankfurtsko ustavo (Paulskirchenverfassung ali Ustava cerkve sv. Pavla, uradno Verfassung des Deutschen Reiches), ki je razglasila Nemško cesarstvo na podlagi načel parlamentarne demokracije. Ta ustava je izpolnjevala glavne zahteve liberalnih in nacionalističnih gibanj predmarčne dobe in je postavila temelje osnovnim pravicam, ki so se zoperstavljale Metternichovemu sistemu restavracije. Parlament je predlagal tudi ustanovno monarhijo, na čelu katere bi bil dedni cesar (Kaiser).
Pruski kralj Friderik Viljem IV. je zavrnil položaj cesarja, ki mu je bil ponujen, z razlogom, da sta bila taka ustava in taka ponudba kršitev pravic princev posameznih nemških dežel. Toda v 20. stoletju so glavni elementi frankfurtske ustave postali modeli za weimarsko ustavo leta 1919 in Temeljni zakon Zvezne republike Nemčije leta 1949.